# Te Whiti o Rongomai

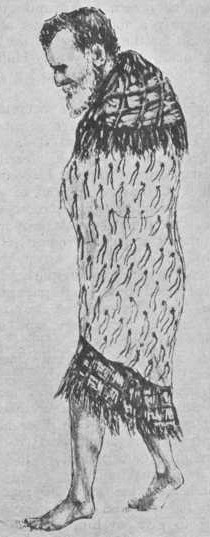
Te Whiti quitte Parihaka le 5 novembre 1881, par G. Sherriff.

Te Whiti o Rongomai III, né aux environs de 1830 et mort le 18 novembre 1907, est le guide spirituel et le fondateur du village de Parihaka, dans la région de Taranaki, en Nouvelle-Zélande.

## Biographie
Te Whiti est né vers 1830 dans la région de Ngamotu Taranaki en Nouvelle-Zélande. Il est le fils de Hone Kakahi de la tribu des Te Ati Awa et des Rangi Kauwau. Il fréquente l'école missionnaire, puis installe un moulin à blé à Warea.
En 1860 Te Whiti sauve la vie de l'équipage et des passagers de Lord Worsely dont le bateau a fait naufrage sur les côtes de Taranaki à 80 km de New Plymouth. En effet, il les sauve sur la plage où les Maori voulaient les tuer. Il tue ensuite un taureau et le donne à manger aux survivants. Puis il envoie un message à New Plymouth et planifie un voyage en calèche pour escorter les survivants jusqu'à Plymouth. C'est la première fois où les officiers du gouvernement prennent connaissance de l'existence de Te Whiti. Il a environ trente ans à cette époque. En 1867, ce grand chef des Maori établit un village à Parihaka. Il veut que son peuple reconquière son territoire, sa fierté et son respect personnel après toutes les confiscations advenues dans d'autres parties de l'île du nord (North Island). Son but semble avoir été d'établir pour le peuple Maori une nouvelle forme de résistance aux tentatives des Européens qui essayaient de s'emparer de ce qui restait de Taranaki.
Avec son parent proche, Tohu Kakahi fils de Hone Kakahi, un petit chef des Patukai hapu de la lignée des Ngati Tawhirikura de la tribu Te Ati Awa et de Rangiawau, fille de Te Whetu, Te Whiti guide le peuple Parihaka dans la résistance non-violente à la confiscation des terres des Maori par le gouvernement de la Nouvelle-Zélande. Dès son jeune âge, il est très bien élevé par ses aînés Maori qui lui enseignent les traditions de sa culture.
Il est également reconnu que le prédicateur Minarapa Te Rangihatuake enseigne à Te Whiti les Saintes Écritures, et aussi à lire et à écrire. Te Whiti est aussi un élève du missionnaire luthérien Johannes Riemenschneider. Même si le prophète Parihaka s'est détourné de la violence, il ne s'est pour autant pas rendu sans se battre. Ainsi commence donc une résistance passive.
En mars 1880, Te Whiti dit à son peuple :

« Quelques-uns, dans les ténèbres de leurs cœurs, voyant leurs terres dévastées, aimeraient prendre les armes et tuer les agresseurs, mais moi je dis que ça ne devrait pas être ainsi. Il ne faut pas que les Pakeha (sic) pensent pouvoir réussir au moyen des armes. Je ne veux pas la guerre, mais eux si. Les éclairs de leurs fusils brûlent déjà nos paupières et ils disent qu'ils ne veulent pas la guerre et ils osent dire qu'ils ne veulent pas de guerre... Les officiers du gouvernement ont été mis en place ici non pas pour gouverner, mais pour voler des terres. Ils travaillent en secret, mais moi je peux parler en public pour que tous puissent m’entendre. »

Parihaka devient un lieu de l'opposition des Maori à la perte des territoires tribaux, qui se produisent durant les guerres maories à la suite de la loi de la Couronne. Le gouvernement adopte la loi contre la rébellion en 1863 pour punir les rebelles maori qui avaient lutté contre le gouvernement principalement à Taranaki et à Waikato. Cette loi définissait la lutte des Maori contre le gouvernement comme étant une rébellion, et les accusés pouvaient être détenus indéfiniment dans l'attente d'un procès. Pendant que Te Whiti et Tohu Kakahi sont emprisonnés, les cultivateurs maoris viennent de toutes les régions du pays pour les soutenir et occuper de nouveau leurs terres qui avaient été confisquées et ils empêchent même la construction des routes. Des centaines de ces cultivateurs sont arrêtés et leurs propriétés confisquées. Les récits du combat pacifiste des cultivateurs maoris dans les journaux anglais ont un impact sur la façon de penser de Mohandas Karamchand Gandhi en Inde.

## Citations
- « De bons résultats ne s'obtiennent jamais par la violence... il n'existe pas de raisons pour lesquelles la violence devrait continuer à régner sur nous. »
- « S'il arrive qu'un Paheka vous frappe, ne le frappez pas en retour... »
- « Prend ta charrue ! Ne regarde pas en arrière ! Si quelqu'un arrive avec des fusils ou des épées, n'aie pas peur ! S'ils te frappent, ne les frappe pas en retour ! S'ils te blessent, ne sois pas découragé ! Une autre personne poursuivra tes bonnes œuvres. »
- « Si un homme m'agresse, je lui répondrai avec mon arme : ma langue. »
- « Les Paheka possèdent une technologie utile mais ils n'ont pas assez de bonté de cœur pour voir que les Maoris possèdent eux aussi une plus grande technologie et si on l'adopte, elle conduira à la stabilité, la paix et une société plus puissante. »